# Estevam Ferreira
Estevam Ferreira, né le 24 juillet 1978 à Sete Lagoas, au Brésil, est un joueur brésilien de basket-ball. Il évolue au poste de pivot.